# فرودگاه گرند ولی (مارتین فیلد)
فرودگاه گرند ولی (مارتین فیلد) (به انگلیسی: Grand Valley (Martin Field) Aerodrome) یک فرودگاه خصوصی است که یک باند فرود چمن دارد و طول باند آن ۶۷۱ متر است. این فرودگاه در کشور کانادا قرار دارد و در ارتفاع ۴۷۲ متری از سطح دریا واقع شده‌است.